# ساکو لاکسونن
ساکو لاکسونن (فنلاندی: Saku Laaksonen؛ زادهٔ ۸ اوت ۱۹۷۰) بازیکن فوتبال اهل فنلاند است.
از باشگاه‌هایی که در آن بازی کرده‌است می‌توان به باشگاه فوتبال میپا اشاره کرد.
وی همچنین در تیم ملی فوتبال فنلاند بازی کرده‌است.